# Emmanuel Macron
Emmanuel Jean-Michel Frédéric Macron (AFI: /ɛmanɥɛl makʁɔ̃/; Amiens, 21 dicembre 1977) è un politico, banchiere e funzionario francese, presidente della Repubblica francese (e, in quanto tale, coprincipe di Andorra e protocanonico d’onore della basilica di San Giovanni in Laterano) a partire dal 14 maggio 2017. Ha inoltre ricoperto la carica di ministro dell'economia, dell'industria e del digitale dal 2014 al 2016, nel secondo governo Valls.
Dopo essere stato membro del Partito Socialista dal 2006 al 2009, Macron ha partecipato alle elezioni sotto la bandiera di un movimento politico centrista da lui fondato nell'aprile 2016, La République En Marche.
Ha vinto le elezioni del 7 maggio dell'anno successivo con il 66,1% dei voti nel secondo turno. A 39 anni, Macron divenne il più giovane presidente della Francia nella storia e nominò Édouard Philippe come Primo ministro. Nelle elezioni legislative del giugno 2017 il partito di Macron, ribattezzato "La République en Marche" (LaREM), insieme al suo alleato del Movimento Democratico (MoDem), ottenne la maggioranza nell'Assemblea nazionale francese.
Macron ha nuovamente vinto le elezioni nel 2022 con il 58,6% dei voti al ballottaggio con Marine Le Pen.
Nelle elezioni legislative del giugno 2022, il partito di Macron ha perso la maggioranza assoluta ottenuta cinque anni prima, mantenendo però la maggioranza relativa dell'Assemblea Nazionale. Il Governo, guidato dalla Prima ministra Élisabeth Borne dal 2022 al 2024 e dal Primo ministro Gabriel Attal dal 2024, sono quindi diventati esecutivi di minoranza.

## Biografia
Nato ad Amiens nel 1977, Emmanuel Jean-Michel Frédéric Macron è figlio di Françoise Noguès, medico, e di Jean-Michel Macron, professore di neurologia dell'Università della Piccardia. Cresciuto in una famiglia non religiosa, venne battezzato come cristiano cattolico a propria richiesta all'età di 12 anni. Ha un fratello di nome Laurent, nato nel 1979, radiologo, e una sorella, Estelle, nata nel 1982, nefrologa.
Studiò presso il lycée de la Providence di Amiens, gestito dai gesuiti, dove ebbe come insegnante di teatro la professoressa di lettere e latino Brigitte Trogneux, coniugata con figli, con la quale egli, appena quindicenne, stabilì una relazione sentimentale che, divenuta stabile malgrado l'opposizione della famiglia di lui (in allarme per la differenza d'età di 24 anni), sarebbe successivamente sfociata nel matrimonio. I genitori, nel tentativo infruttuoso di ostacolare quel rapporto, decisero di inviarlo a studiare a Parigi, iscrivendolo al lycée Henri-IV, celebre liceo della capitale, dove Macron ha completato la scuola superiore. Ha poi studiato filosofia presso l'Università Paris Ouest Nanterre La Défense, ottenendo un diplôme d'études approfondies.
Nel 1999 lavora come assistente editoriale di Paul Ricœur, filosofo protestante francese impegnato nella redazione della sua ultima opera, La Mémoire, l'Histoire, l'Oubli. Macron ha lavorato soprattutto sulle note e sulla bibliografia.
Dopo la laurea in filosofia conseguita nel 2004, ha studiato all'Istituto di studi politici di Parigi (Sciences Po) e all'École nationale d'administration (ENA), per poi lavorare come ispettore delle finanze e, dal 2008, è managing director presso la banca d'affari Rothschild & Co.
Prima di assumere cariche politiche, su consiglio di Jacques Attali che un tempo ha svolto il ruolo di mentore (Macron era un membro della commissione Attali dal 2007), ha avuto un ruolo tecnico come consigliere del presidente socialista François Hollande. Da questi, il 26 agosto 2014, ha ricevuto l'incarico politico di ministro dell'Economia, dell'industria e del digitale nel secondo governo di Manuel Valls. Ha ricoperto la carica fino al 30 agosto 2016, quando ha rassegnato le dimissioni in previsione di una sua candidatura alle presidenziali in programma per l'anno successivo. Si è candidato alla carica presidenziale alla testa di En Marche!, il movimento politico liberale da lui stesso fondato il 6 aprile 2016. Al primo turno delle presidenziali è risultato primo con il 24,01% dei suffragi, qualificandosi per il ballottaggio contro Marine Le Pen, che ha ricevuto il 21,30% dei voti. Ha poi vinto il secondo turno con il 66,10% dei consensi, contro il 33,90% dei voti ottenuti dalla sua avversaria.

### Ispettore delle finanze
Nel 2004, alla fine dei suoi studi all'ENA, entra a far parte del corpo interministeriale di ispezione generale delle finanze (Inspection générale des Finances, IGF). Nel 2007 viene nominato relatore per la commissione per la liberalizzazione e la crescita, chiamata anche "commissione Attali", della quale entra a far parte, nominato per decreto, nel marzo 2014. Il 30 giugno 2008 è co-relatore della commissione per le professioni del diritto. Nel 2016 si dimette dall'IGF. In quanto ex studente dell'ENA sarebbe stato tenuto a prestare 10 anni di servizio per lo stato francese: avendone, però, svolti sei (i due anni da ministro non entrano nel conto), ha dovuto versare allo stato la somma di 54 000 euro a titolo di risarcimento.

### Impiego in banca e situazione patrimoniale
Nel settembre 2008 viene assunto presso la banca d'affari Rothschild & Cie Banque. Alla fine del 2010 è promosso ad associato all'interno della banca. In quello stesso anno gli viene affidata la responsabilità di una delle più importanti negoziazioni dell'anno, tra Nestlé e Pfizer. Questa transazione, valutata più di 11,9 miliardi di euro, gli permette di guadagnare circa 3,3 milioni di euro.
Dal 2017, come riportato nel documento ufficiale Declaration de situation patrimoniale en tant que candidat à l'election presidentielle per l'Haute Autorité pour la transparence de la vie publique (HATVP), nonché sul sito money.com, Macron dichiarava di non possedere né un'auto né una casa di proprietà (intestata a sua moglie). I suoi conti correnti ammontano complessivamente a circa 125000 euro, le partecipazioni azionarie a circa 60000 euro, l'anticipo dell'editore per il volume Révolution a circa 274000 euro e l'assicurazione sulla vita stipulata il 25 aprile 2011 a circa 92000 euro. Macron ha inoltre stipulato un mutuo, pari a circa 350000 euro, per l'acquisto e la ristrutturazione della prima casa, come detto intestata alla moglie. Le apparenti discrepanze, come riferisce sempre money.com, fra i guadagni percepiti e le sue dichiarazioni finanziarie suscitarono polemiche durante la campagna elettorale. Macron spiegò che, al momento di lasciare la sua attività bancaria, fu soggetto a un'imposta sul reddito molto elevata, che lo portò a rilasciare un'intervista, nella quale sosteneva che la Francia avrebbe dovuto diminuire la tassazione sulla ricchezza finanziaria. La citata HATVP (Alta autorità per la trasparenza dei funzionari pubblici) ha confermato che le dichiarazioni di Macron sono in regola con il fisco francese.

### Vita privata
È sposato dal 2007 con Brigitte Trogneux, sua ex insegnante di lettere e latino al liceo di Amiens, con cui aveva intrecciato una relazione quando frequentava la scuola; all'epoca lui aveva 15 anni e lei 40. Brigitte è diventata sua moglie dopo aver divorziato dal precedente marito, il banchiere André Louis Auzière, dal quale aveva avuto tre figli, ed è nonna di sette nipoti.

## Carriera politica

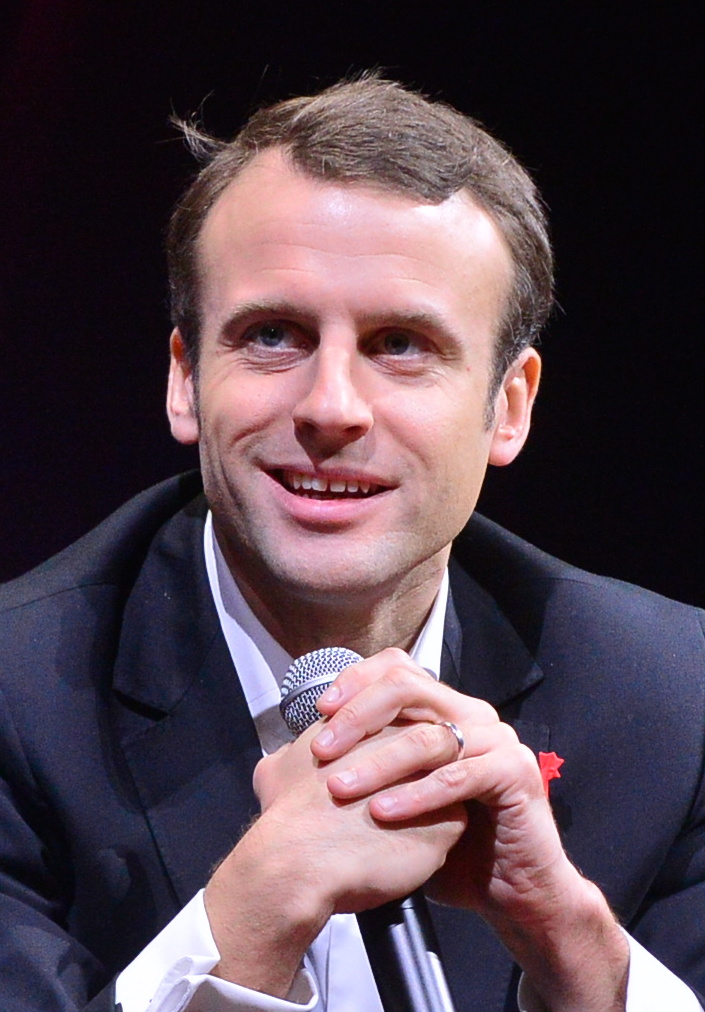
Emmanuel Macron nel 2014

### Primi passi
Inizia militando nel Movimento dei cittadini (MDC) per circa due anni. Vota per Jean-Pierre Chevènement al primo turno delle elezioni presidenziali del 2002. In seguito, il 21 aprile 2002, Macron ritiene che il fallimento di Lionel Jospin e del Partito Socialista (PS) sia dovuto all'incapacità della sinistra nell'essere affidabile sulle questioni di sicurezza.
Dal 2006, collabora anche con la fondazione Jean-Jaurès. Sempre nel 2006 diventa membro del PS, fino al 2009.
Incontra François Hollande nel 2006 e s'impegna al suo fianco a partire dal 2010. Al momento dell'elezione presidenziale del 2007, fa parte del gruppo "Les Gracques", composto da ex dirigenti e alti funzionari, che chiedono di formare un'alleanza fra Ségolène Royal e François Bayrou. Prova in seguito a candidarsi con il PS per le elezioni legislative in Piccardia, tuttavia i socialisti della regione non lo scelgono, quindi non si candida. Questa sconfitta, insieme alla vittoria di Nicolas Sarkozy alle elezioni presidenziali del 2007, lo incoraggia a dare un nuovo corso alla sua carriera.
Sostiene François Hollande in occasione delle primarie socialiste del 2011, anche quando Dominique Strauss-Kahn era in testa nei sondaggi, prima del caso del Sofitel. Da luglio a dicembre 2011 anima un gruppo di esperti e di economisti, il cosiddetto "gruppo della Rotonde", composto dagli economisti Philippe Aghion, gruppo che faceva rapporto al candidato ogni 15 giorni.

### Vicesegretario generale dell'Eliseo (2012-2014) e ministro dell'economia (2014-2016)
Dal 2012 al 2014 venne nominato vicesegretario generale della presidenza della Repubblica, un ruolo di alto livello nel personale del presidente Hollande. Il 10 giugno 2014, l'Eliseo annunciò che Macron aveva lasciato l'incarico e che il suo posto era assunto dall'economista Laurence Boone. Due mesi più tardi, il 26 agosto 2014, Macron fu nominato ministro dell'economia e delle finanze nel secondo governo Valls, sostituendo Arnaud Montebourg. Come ministro economico, Macron era all'avanguardia nel far approvare leggi favorevoli alle imprese. Il 17 febbraio 2015, il primo ministro Manuel Valls spinse il pacchetto di legge di Macron attraverso un parlamento riluttante usando la speciale procedura 49.3, ovvero una scorciatoia normativa che permette all’esecutivo di adottare un testo di legge senza il voto dei deputati. Nell'agosto del 2014, Macron ha dichiarato di non essere più membro del PS dal 2009 e quindi indipendente.

### Elezioni presidenziali del 2017

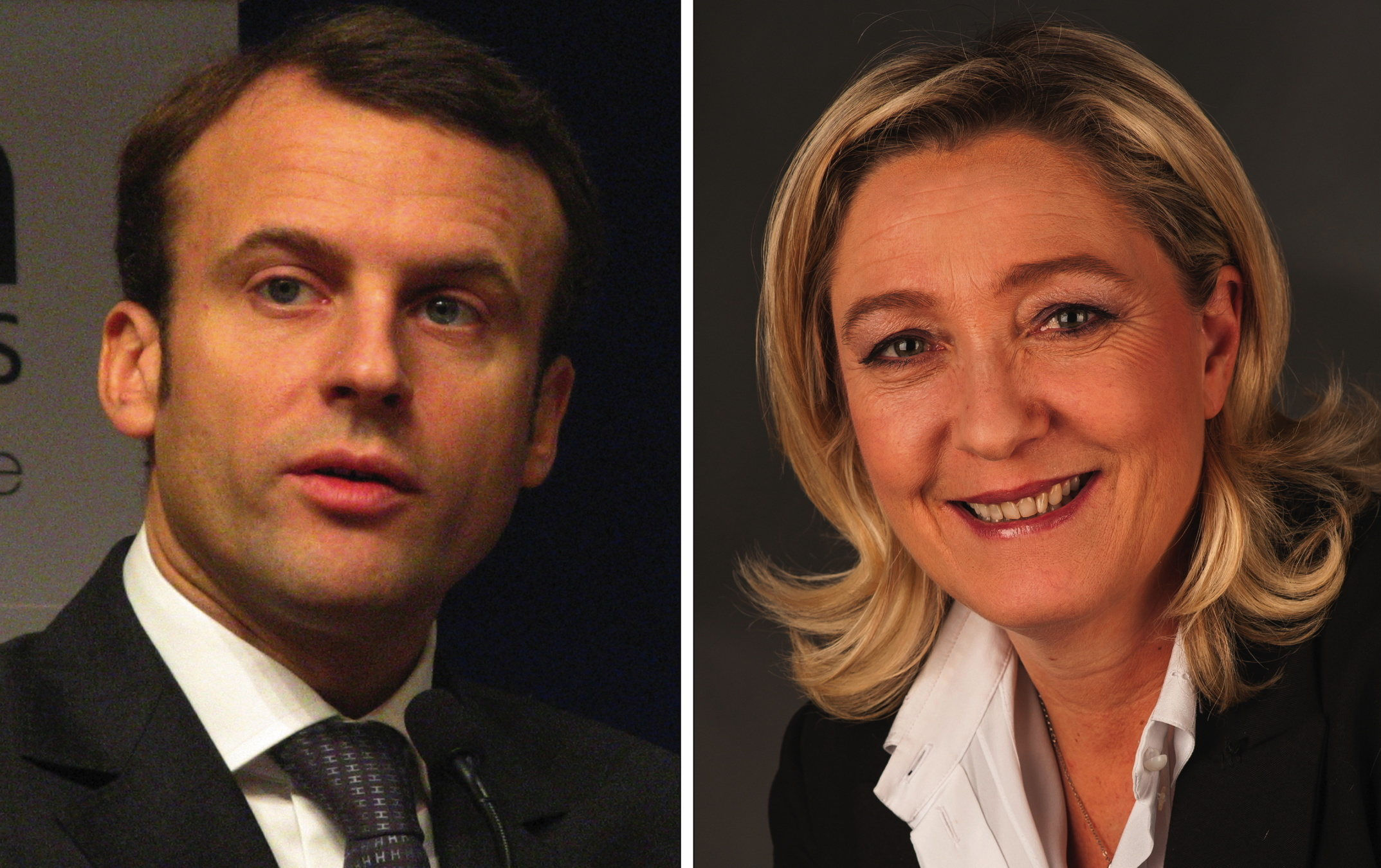
Emmanuel Macron e Marine Le Pen, contendenti alle presidenziali del 2017 e 2022

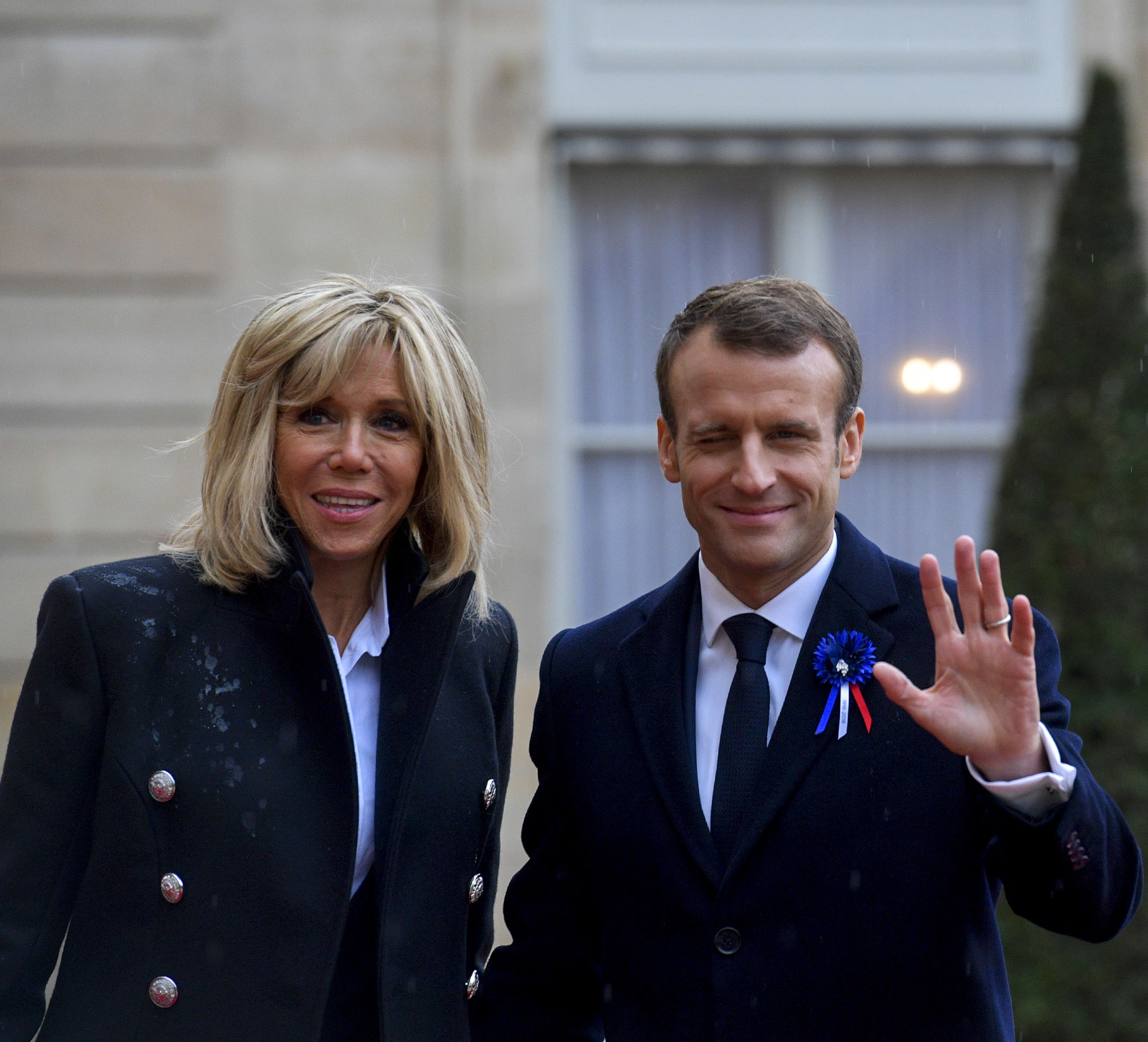
Emmanuel Macron con la moglie Brigitte Trogneux nel 2018

Nel marzo del 2016 esprime l'augurio che François Hollande si presenti alle elezioni presidenziali del 2017 in quanto "candidato legittimo". Nell'aprile del 2016, con la creazione del movimento politico La République En Marche, esprime per la prima volta la sua volontà di presentarsi alle elezioni presidenziali. Emmanuel Macron annuncia la sua candidatura il 16 novembre 2016.
Macron si rifiuta di partecipare alle primarie della sinistra del 2017.
Alla fine del 2016, il responsabile della comunicazione di Macron dichiara di aver già ricevuto 3,7 milioni di euro di donazioni per le presidenziali, cioè due o tre volte il budget di François Fillon o di Alain Juppé per le primarie della destra. Il suo partito politico non beneficia ancora di finanziamenti pubblici, quindi il denaro proviene solo da donazioni private.
Il 22 febbraio 2017 François Bayrou annuncia l'intenzione di non candidarsi alle presidenziali e propone a Emmanuel Macron un'alleanza, che viene da questi accettata.
L'ufficializzazione della candidatura alle elezioni presidenziali è stata annunciata il 16 novembre 2016. Al primo turno, tenutosi il 23 aprile, Macron supera il 24% dei consensi e si classifica al primo posto, accedendo al ballottaggio contro Marine Le Pen, leader del partito di estrema destra Front National.
La sua campagna elettorale in vista delle presidenziali si caratterizza per la netta impronta europeista. Distinguendosi da altri leader politici europei, non ha inseguito i populisti sui temi e terreni a loro congeniali, ma ha proposto un rafforzamento e rilancio delle istituzioni europee e della zona euro, attraverso un processo di "rifondazione" da attuarsi con riforme graduali.
Macron ha ottenuto l'appoggio di diversi leader stranieri come Angela Merkel, Barack Obama e Matteo Renzi oltre che di tutti i funzionari di Bruxelles, tra cui il presidente della Commissione Jean-Claude Juncker, il presidente del consiglio europeo Donald Tusk, il presidente del parlamento europeo Antonio Tajani e la rappresentante della politica estera Federica Mogherini.
Al ballottaggio Macron esce vincitore ottenendo 20.703.631 voti, cioè il 66,06% dei voti validi; la sua vittoria è la seconda per margine dopo quella di Jacques Chirac contro Jean-Marie Le Pen, quando egli vinse con l'82,21% dei voti.

### Presidenza

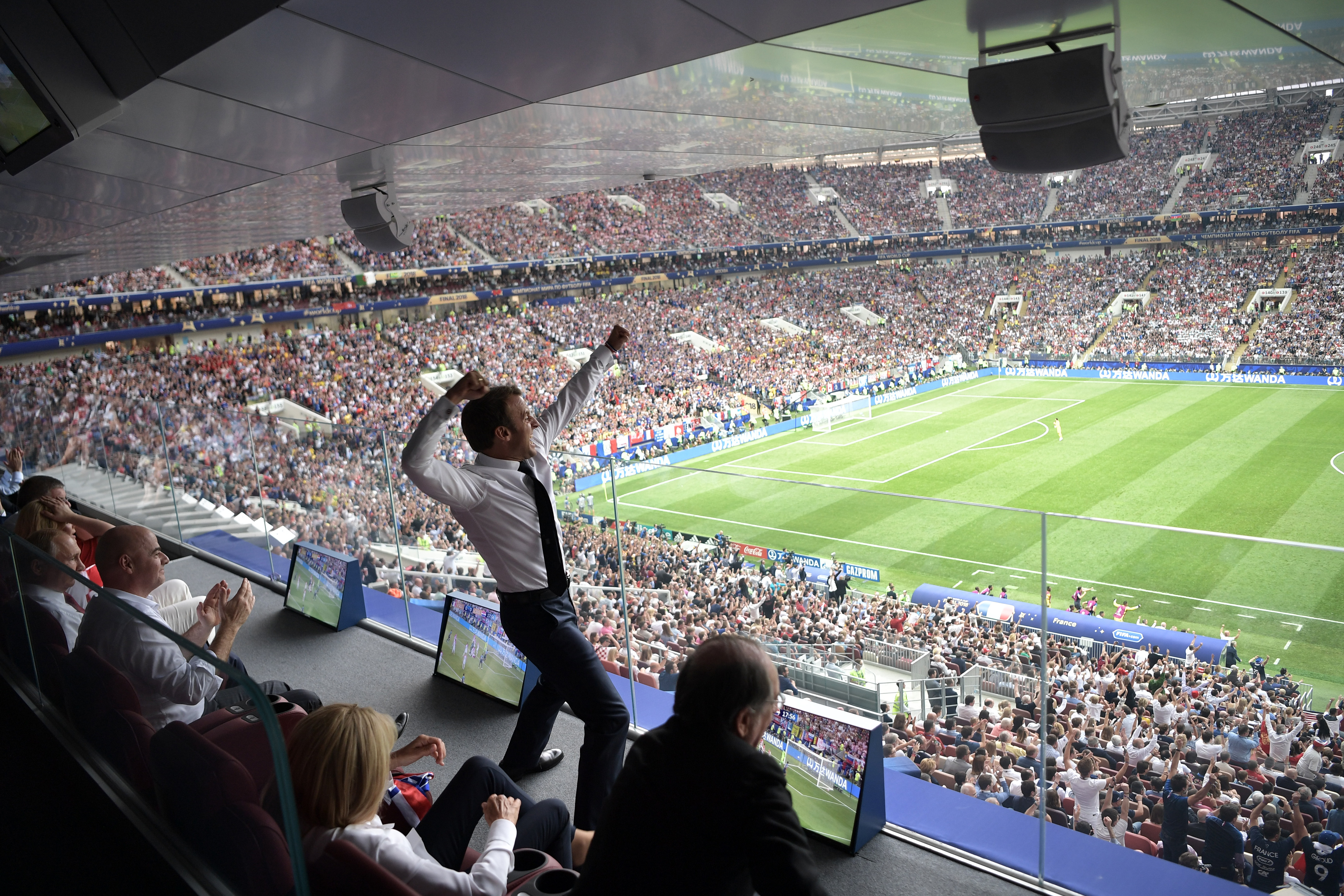
Macron esulta dopo la vittoria della Nazionale francese al

Il mandato presidenziale di Macron decorre dal 14 maggio 2017, con passaggio di consegne dal capo di Stato uscente François Hollande. Con la sua età di 39 anni e 5 mesi, risulta il più giovane vincitore della contesa presidenziale nella storia di Francia. Il 18 giugno, col secondo turno delle elezioni legislative, En Marche !, il suo partito, ottiene la maggioranza assoluta all'assemblea nazionale.
Designa il repubblicano Édouard Philippe come primo ministro e il suo governo viene appoggiato da En Marche !, I Repubblicani, Movimento Democratico, Partito Socialista e Partito Radicale di Sinistra.
Durante la sua presidenza, Macron ha supervisionato diverse riforme del diritto del lavoro e della tassazione. L'opposizione alle sue riforme, in particolare una proposta di tassa sul carburante è culminata nel Movimento dei gilet gialli del 2018 e in altre proteste. Nel 2020, ha nominato Jean Castex Primo ministro dopo le dimissioni di Philippe. Dal 2020, ha guidato la risposta in corso della Francia alla pandemia di COVID-19 e il lancio della vaccinazione.

#### Elezioni presidenziali del 2022
Si ricandida alle elezioni presidenziali dell'aprile 2022. Supera il primo turno del 10 aprile, con il 27,60% dei voti, accedendo al ballottaggio del 24. Il 24 aprile 2022 è rieletto Presidente della Repubblica francese.

## Ideologia

### Ideologia politica
Macron è stato descritto da alcuni osservatori come socioliberale e da altri come sostenitore del modello neoliberista. Durante la sua permanenza nel Partito socialista francese ha sostenuto l'ala centrista del partito, la cui posizione politica è stata associata alle politiche della "terza via" avanzate da Bill Clinton, Tony Blair e Gerhard Schröder e il cui portavoce principale è stato l'ex primo ministro Manuel Valls. Macron complessivamente è ampiamente visto come un centrista.

### Ideologia economica
Macron ha sostenuto in modo sostanziale il libero mercato e la riduzione del disavanzo pubblico. Ha usato pubblicamente il termine "liberale" per descrivere se stesso in un'intervista di Le Monde del 2015. Ha aggiunto che si considera "né di destra né di sinistra" e che promuove "una solidarietà collettiva". Durante una visita alla Vendée nell'agosto 2016, egli affermò: «L'onestà mi costringe a dire che non sono socialista». Ha spiegato che faceva parte del "governo sinistro" perché voleva "servire l'interesse pubblico" come qualsiasi ministro avrebbe fatto. Nel suo libro Revolution, pubblicato nel novembre 2016, Macron si presenta come "leftist" e "liberale". Con il suo movimento En Marche!, lo scopo dichiarato di Macron è di trascendere il divario tra sinistra e destra in un modo simile a François Bayrou o Jacques Chaban-Delmas, affermando che "il vero divario nel nostro paese è tra progressisti e conservatori". Con il lancio della sua candidatura da indipendente e del suo uso di retorica anti-establishment, Macron è stato etichettato come "populista" da alcuni osservatori, in particolare Manuel Valls, ma Macron rifiuta questo termine. Macron è un sostenitore della legge El Khomri. Egli è diventato il più acceso sostenitore della revisione economica del paese.
Ha sostenuto l'accordo globale economico e commerciale (CETA) tra il Canada e l'Unione europea e ha criticato il governo vallone per aver tentato di bloccarlo. Ritiene che il CETA non debba richiedere l'approvazione dei parlamenti nazionali perché "coinvolge l'UE". Per quanto riguarda il partenariato transatlantico in materia di commercio e di investimento (TTIP), Macron ha dichiarato nel giugno 2016 che "le condizioni per firmare il trattato non sono soddisfatte", aggiungendo che "non dobbiamo chiudere completamente la porta" e che c'è "necessità di un forte legame con gli Stati Uniti ".
Nell'aprile del 2017, Macron ha chiesto un "riequilibrio" dell'eccedenza commerciale tedesca, affermando che "la Germania beneficia degli squilibri all'interno della zona euro e raggiunge eccedenze commerciali molto elevate".
Nelle prime fasi della sua attività politica, tuttavia, ha assunto alcuni provvedimenti in contrasto con la presunta vocazione liberista ed europeista del suo mandato. In particolare, Macron ha deciso di bloccare l'acquisizione della francese STX da parte della italiana Fincantieri, nonostante l'azienda in precedenza fosse già passata in mano ad un gruppo sudcoreano e nonostante un precedente impegno del presidente uscente Hollande.
Nel 2023, Emmanuel Macron ha approvato una controversa riforma delle pensioni, che ha innalzato l'età pensionabile dei lavoratori da 62 a 64 anni. Mentre l'indice di popolarità del presidente francese è solo del 22%, milioni di persone manifestano contro questa legge.

### Politica estera

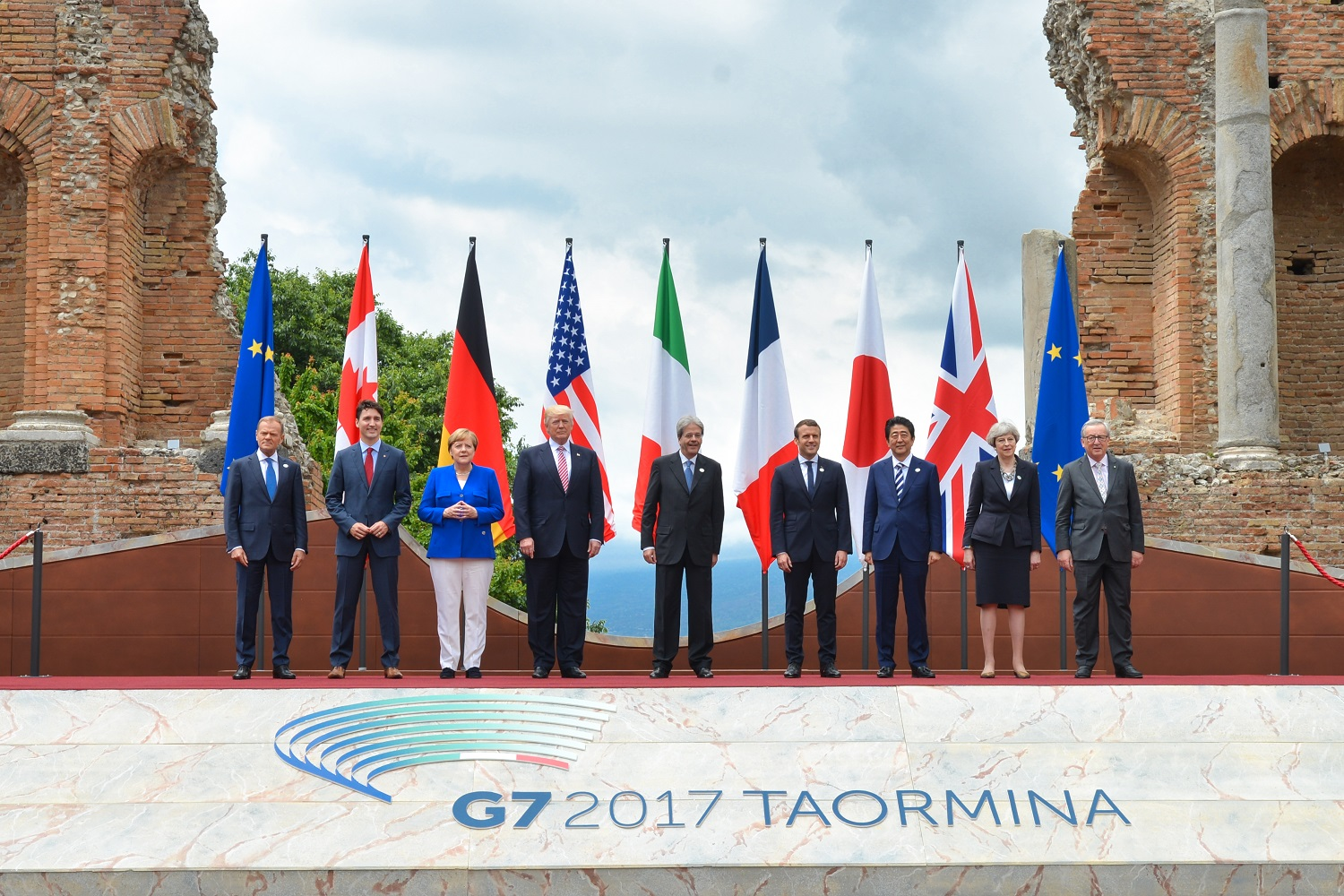
Emmanuel Macron con i leader del G7 del 2017 a Taormina, Sicilia

Macron descrive la colonizzazione francese dell'Algeria come "un crimine contro l'umanità". Ha anche affermato: «È veramente barbaro e fa parte di un passato che dobbiamo affrontare chiedendo scusa a coloro ai quali abbiamo commesso questi atti». Macron è stato nel 2012 un giovane leader con la Fondazione franco-americana, un'organizzazione pro-americana fondata negli anni '70 da due membri degli Stati Uniti del Consiglio per le relazioni estere.
Nel gennaio 2017 ha affermato che la Francia ha bisogno di una politica più equilibrata verso la Siria, compresi i colloqui con Bashar Assad. Nell'aprile del 2017, dopo l'attacco chimico a Khan Shaykhun, ha proposto un possibile intervento militare contro il regime di Assad, preferibilmente sotto gli auspici delle Nazioni Unite.

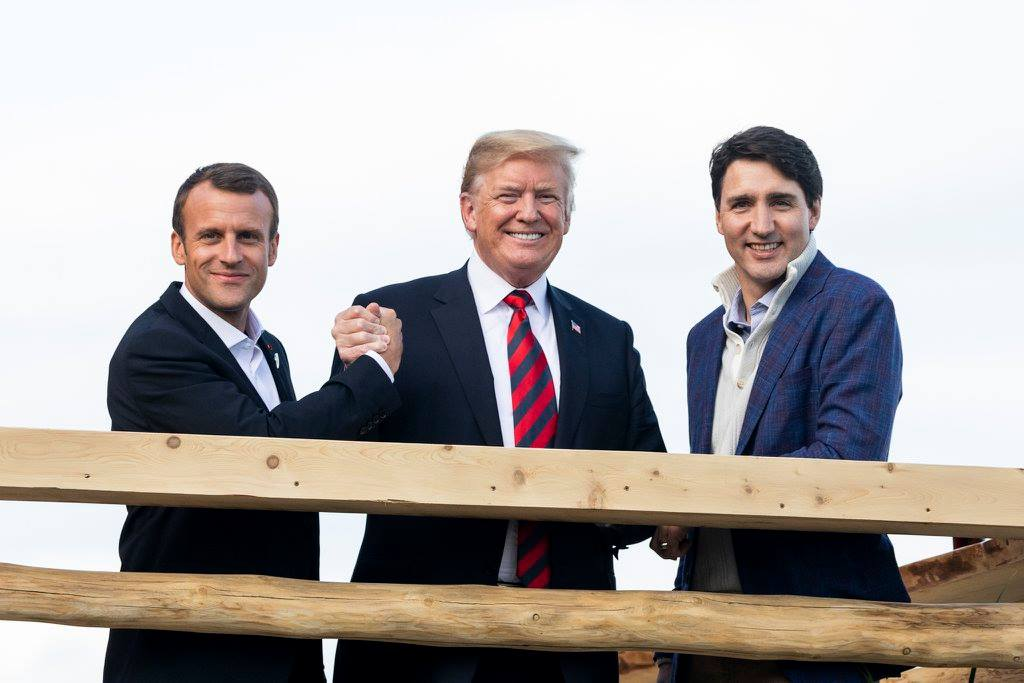
Emanuel Macron, Donald Trump e Justin Trudeau a La Malbaie, Quebec nel 2018

Sostiene la continuazione delle politiche del presidente Hollande in Israele, si oppone anche al movimento BDS e si è rifiutato di definire una posizione sul riconoscimento dello stato di Palestina.
Il 22 gennaio 2019 firma insieme ad Angela Merkel il trattato di Aquisgrana a conferma del trattato dell'Eliseo stipulato nel 1963. Nell'agosto successivo, presiede in qualità di leader del Paese ospitante il G7 tenutosi nella località francese di Biarritz. In tale occasione, Macron ha ricevuto come ospite esterno al summit il ministro degli esteri iraniano Mohammad Javad Zarif per ribadire il sostegno della Francia a una soluzione negoziata della rivalità tra la Repubblica Islamica e gli Stati Uniti.
Nel corso di un'intervista rilasciata nel novembre 2019 al settimanale The Economist, Macron sostiene che la NATO si troverebbe in una condizione di «morte cerebrale», stigmatizzando la mancanza di qualsiasi «coordinamento del processo decisionale strategico tra gli Stati Uniti e i suoi alleati». Le dichiarazioni suscitano l'irritazione del segretario generale Jens Stoltenberg e il plauso del governo russo.

### Unione europea

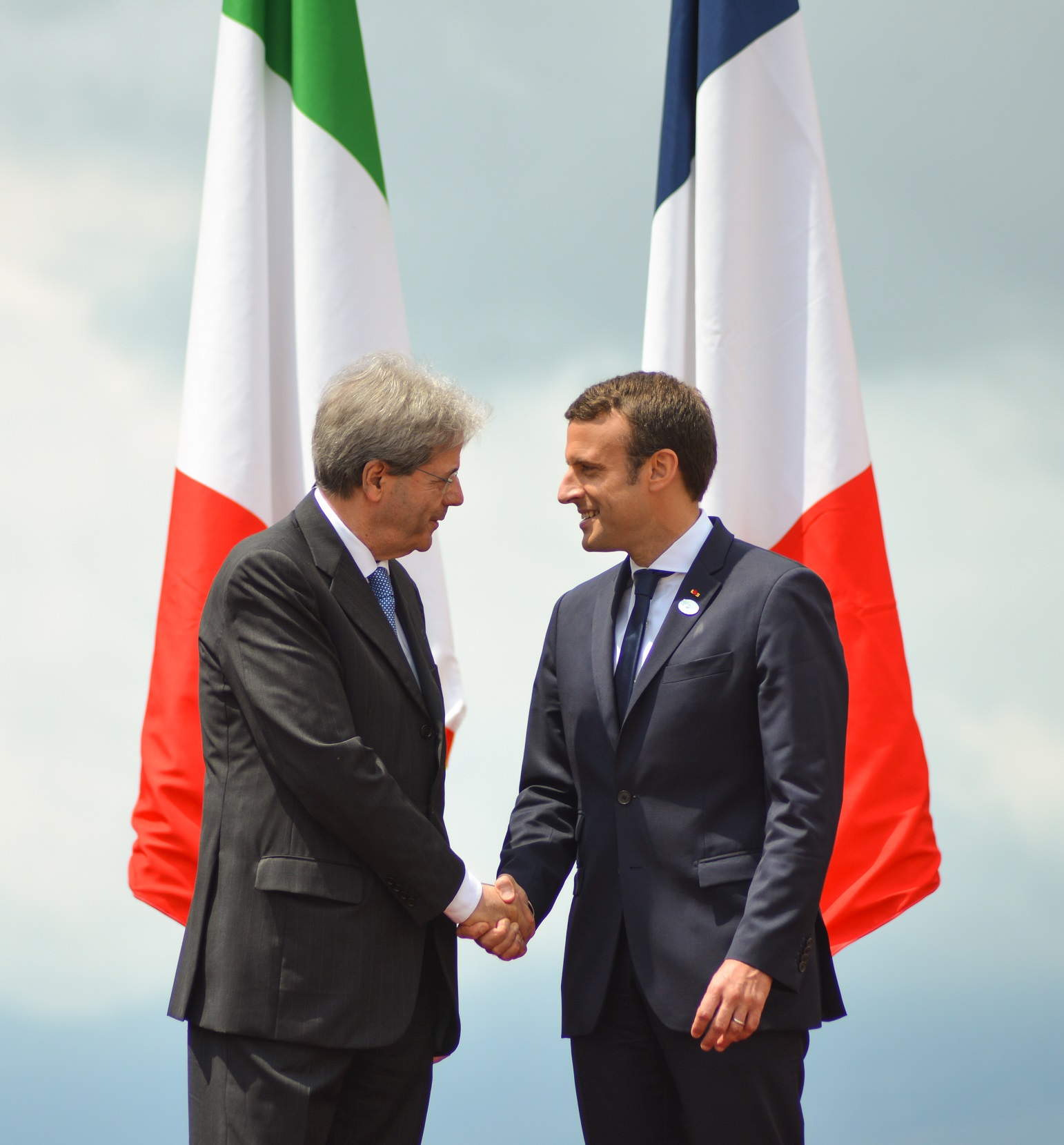
Emmanuel Macron con l'allora Presidente del Consiglio italiano Paolo Gentiloni

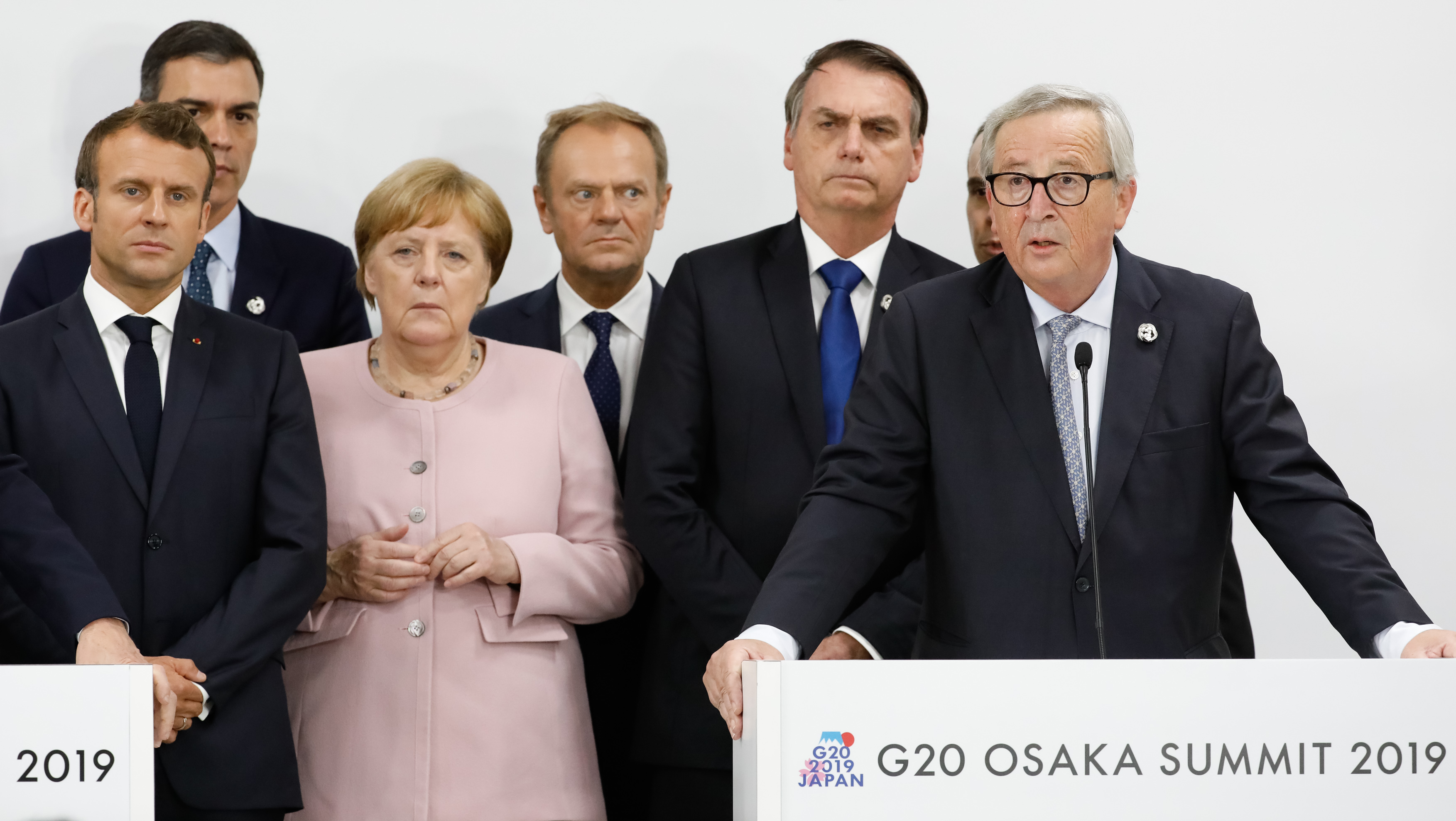
I leader del Mercosur e dell'Unione europea riuniti durante una conferenza stampa a Osaka, in Giappone: Emmanuel Macron, Pedro Sánchez (Spagna), Angela Merkel (Germania), Donald Tusk (UE), Jair Bolsonaro (Brasile) e Jean-Claude Juncker (UE) il 29 giugno 2019.

Un articolo del New York Times ha descritto Emmanuel Macron come "ardentemente pro-Europa" e ha affermato di "aver abbracciato orgogliosamente un'Unione europea impopolare".
Nel giugno 2015 Macron e la sua controparte tedesca Sigmar Gabriel hanno pubblicato una piattaforma che promuove una continuazione dell'integrazione europea. Nella piattaforma sostengono la continuazione delle "riforme strutturali (come i mercati del lavoro), delle riforme istituzionali (inclusa l'area della governance economica)", ma anche una riconciliazione tra i sistemi fiscali e sociali, come un migliore coordinamento o armonizzazione delle imposte sulle imprese per esempio, e dei salari minimi.
Sostiene inoltre la creazione di un incarico del Commissario europeo responsabile per la zona euro e per il Parlamento europeo e del bilancio comune.
Ha inoltre dichiarato: «Sono favorevole al rafforzamento delle misure antidumping che devono essere più rapide ed efficaci, come quelle approvate negli Stati Uniti, per cui si deve anche stabilire un monitoraggio degli investimenti esteri nei settori strategici a livello dell'UE per proteggere un'industria vitale e per garantire la nostra sovranità e la superiorità europea».
Macron, in campagna elettorale, dichiarò che avrebbe spinto per le sanzioni dell'UE contro la Polonia. Disse: «Nei tre mesi dopo l'elezione, ci sarà una decisione sulla Polonia. Non si può avere un'Unione europea che affronti ogni singola cifra decimale sulla questione dei bilanci con ciascun Paese e che quando si dispone di un membro dell'UE che agisce come la Polonia o l'Ungheria su questioni legate alle università e all'apprendimento o ai rifugiati o ai valori fondamentali, decide di non fare nulla". Il ministro degli Esteri polacco Witold Waszczykowski ha dichiarato che Macron "ha violato gli standard europei ed i principi di amicizia con la Polonia».
Al di là delle affermazioni di facciata, nei primi mesi del suo mandato ha effettuato una serie di scelte di politica estera in aperto contrasto con il presunto europeismo della sua amministrazione. In particolare, nella gestione della crisi libica ha organizzato un incontro insieme al politico libico El Sarraj e al generale Haftar, ha annunciato la creazione di hotspot per l'identificazione degli immigrati in Libia, e insieme alla Germania il nuovo progetto di una caccia da combattimento, senza mai coinvolgere i rappresentanti dell'Unione Europea e degli altri paesi europei (a parte la Germania).
Il 26 settembre 2017, presso l'Università della Sorbona, a Parigi, Macron ha tenuto un discorso (discorso alla Sorbona) durante il quale ha enunciato le sue proposte per il rilancio del processo di integrazione europeo, tra cui un'iniziativa europea d'intervento, un bilancio comune della difesa, un ufficio europeo per l'asilo e le liste transnazionali per le elezioni europee del 2019.
Nel Consiglio europeo del 17 e 18 ottobre 2019, Macron ha posto il veto all'apertura dei negoziati con Albania e Macedonia del Nord per l'adesione all'Unione, sebbene sia la Commissione che il consiglio Affari generali avessero adottato una raccomandazione per l'avvio dei negoziati con i due Paesi balcanici.
A seguito dell'invasione russa dell'Ucraina e della presentazione da parte di quest'ultima della domanda di adesione all'Unione europea, Emmanuel Macron, allora presidente del Consiglio dell'Unione europea, si è espresso affermando che tale processo avrebbe richiesto «diversi anni, anzi diversi decenni». Per rispondere a questo problema in maniera più rapida e per riunire in un forum politico gli stati europei che condividono i medesimi valori Emmanuel Macron ha lanciato la proposta di una nuova Comunità politica europea nel suo discorso davanti al Parlamento europeo a Strasburgo il 9 maggio 2022. Lo stesso Macron ha poi presentato il progetto al Consiglio europeo del 23 e 24 giugno 2022. Secondo il presidente francese, questo progetto non è «una costruzione che sostituisce l'allargamento»; ma ha affermato che «abbiamo tutti misurato, anzitutto, la necessità di avere un quadro politico da europei, di poter affrontare questioni strategiche e abbiamo visto che l'allargamento […] non esaurisce tutto ciò che deve essere una relazione tra Europei». Il progetto deve consentire, sulla base della "geografia" e dei "valori", di poter affrontare i temi «dell'energia, della difesa, delle crisi sanitarie, dell'economia [...] ]».

### Immigrazione

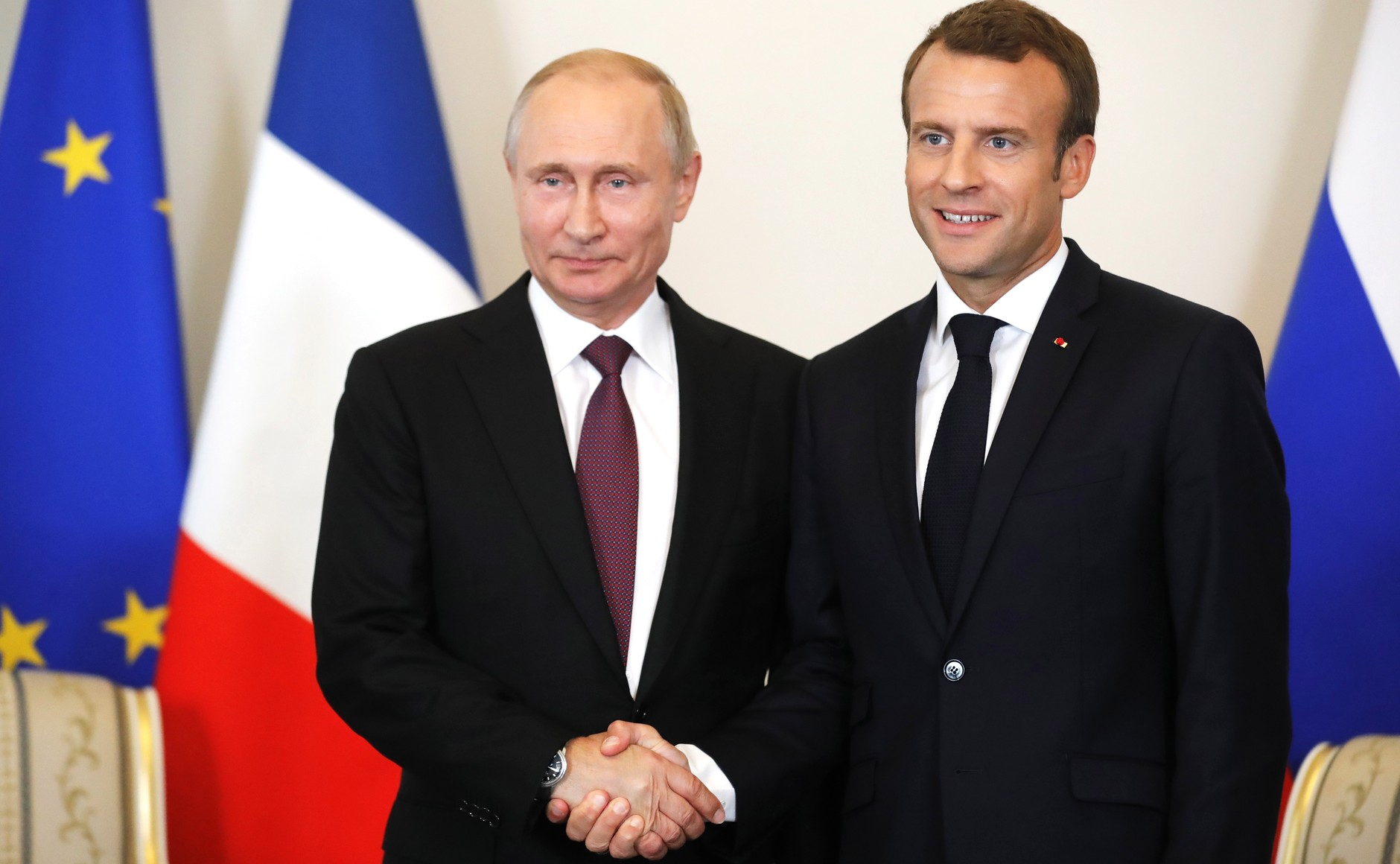
Macron con Vladimir Putin

A differenza di molti socialisti francesi, incluso l'ex primo ministro Manuel Valls, Macron sostiene la politica delle porte aperte verso i rifugiati (ma non verso i migranti economici) perseguita da Angela Merkel in Germania promuovendo la tolleranza nei confronti degli immigrati e dei musulmani. Macron ha espresso fiducia nella capacità della Francia di assorbire più immigrati e accoglie con favore il loro arrivo in Europa, affermando che l'afflusso avrà un impatto economico positivo.
Tuttavia, egli ritiene che il Frontex "non sia un programma sufficientemente ambizioso" richiedendo maggiori investimenti nelle guardie costiere e di frontiera "perché chiunque entri in Europa, a Lampedusa o altrove, viene considerata una preoccupazione per tutti i paesi europei". Per quanto riguarda la politica in materia di asilo, ritiene che "il periodo di revisione dovrebbe essere notevolmente abbreviato" e che "tutti coloro i cui reclami falliscono devono essere deportati immediatamente".

### Sicurezza e terrorismo
Macron ritiene che la proposta di legge di riforma sulla privazione della cittadinanza per i cittadini francesi e naturalizzati, condannati a fronte di oneri terroristici non sia una "soluzione concreta" e ritiene che "l'infinito prolungamento dello stato di emergenza solleva legittime domande". Egli sostiene un aumento del finanziamento statale delle agenzie di intelligence.
Macron chiede un ripristino della polizia in comunità e ritiene che "la gestione di alcuni importanti rischi deve essere delegata alle associazioni o al settore privato".
Ritiene che la sua proposta di fornire ad ogni giovane adulto un "pass Culture" di € 500 possa incoraggiare i giovani a scoprire la cultura della Francia e a dissuadere il terrorismo.
Macron si è schierato verso l'approvazione di proposte volte a consentire l'accesso a comunicazioni crittografate da parte del governo, con lo scopo di contrastare il terrorismo.
Nel budget della Difesa per il periodo 2019-2025 si è impegnato per un aumento della spesa militare della Francia ad un valore di 50 miliardi di euro (pari al 2% del PIL) entro il 2025, con uno sforzo finanziario quantificato in 195 miliardi.

### Ambiente
Davanti alla conferenza delle Nazioni Unite sul cambiamento climatico del 2015, Macron ha chiesto l'accelerazione della transizione ecologica e ha sostenuto un "equilibrio tra imperativi ecologici e requisiti economici", obiettivo che il governo francese cerca di ottenere combattendo su "cinque fronti": "innovazione "," semplificazione "," rafforzamento della nostra efficienza energetica", "riduzione dell'utilizzo dei combustibili fossili ", "competitività dell'energia "e "azione in Europa e nel mondo".
Durante l'estate del 2016, ha difeso l'uso di gasolio per il quale crede che non dovrebbe essere una sorta di "caccia alle streghe" in quanto "rimane al centro della politica industriale francese". Macron ha espresso questo parere a seguito dello scandalo emissioni di Volkswagen.
Nel 2016 Macron ha proposto che la Francia "assicuri le proprie forniture nei materiali più strategici usando tre leve: l'economia circolare e il recupero dei materiali contenuti nella fine della vita dei prodotti; la diversificazione delle forniture per superare le politiche geopolitiche e per portare più competitività, la creazione di nuove miniere di dimensioni ragionevoli in Francia, pur rispettando i migliori standard sociali e ambientali".
Anche se è scettico sulla costruzione dell'aeroport du Grand Ouest, Macron ritiene che i lavori dovrebbero partire nel momento in cui la gente si fosse dichiarata favorevole a seguito di un referendum locale del 2016.

## Controversie

### Il caso Benalla
Dal 18 luglio 2018, dopo le rivelazioni del quotidiano Le Monde si è aperto il caso Benalla, attorno al collaboratore del presidente francese, Alexandre Benalla, indagato per le violenze del primo maggio.

### Il caso McKinsey
Il 25 novembre 2022, dopo la notizia del quotidiano Le Parisien, è tema di dibattito il legame tra Macron e la società McKinsey & Company. Quest'ultima è una società di consulenza strategica, fondata a Chicago (Illinois) nel 1926. L'accusa mossa al presidente è di avere percepito finanziamenti illeciti per la campagna presidenziale del 2017 in cambio di favoreggiamenti nelle gare d'appalto.

## Onorificenze

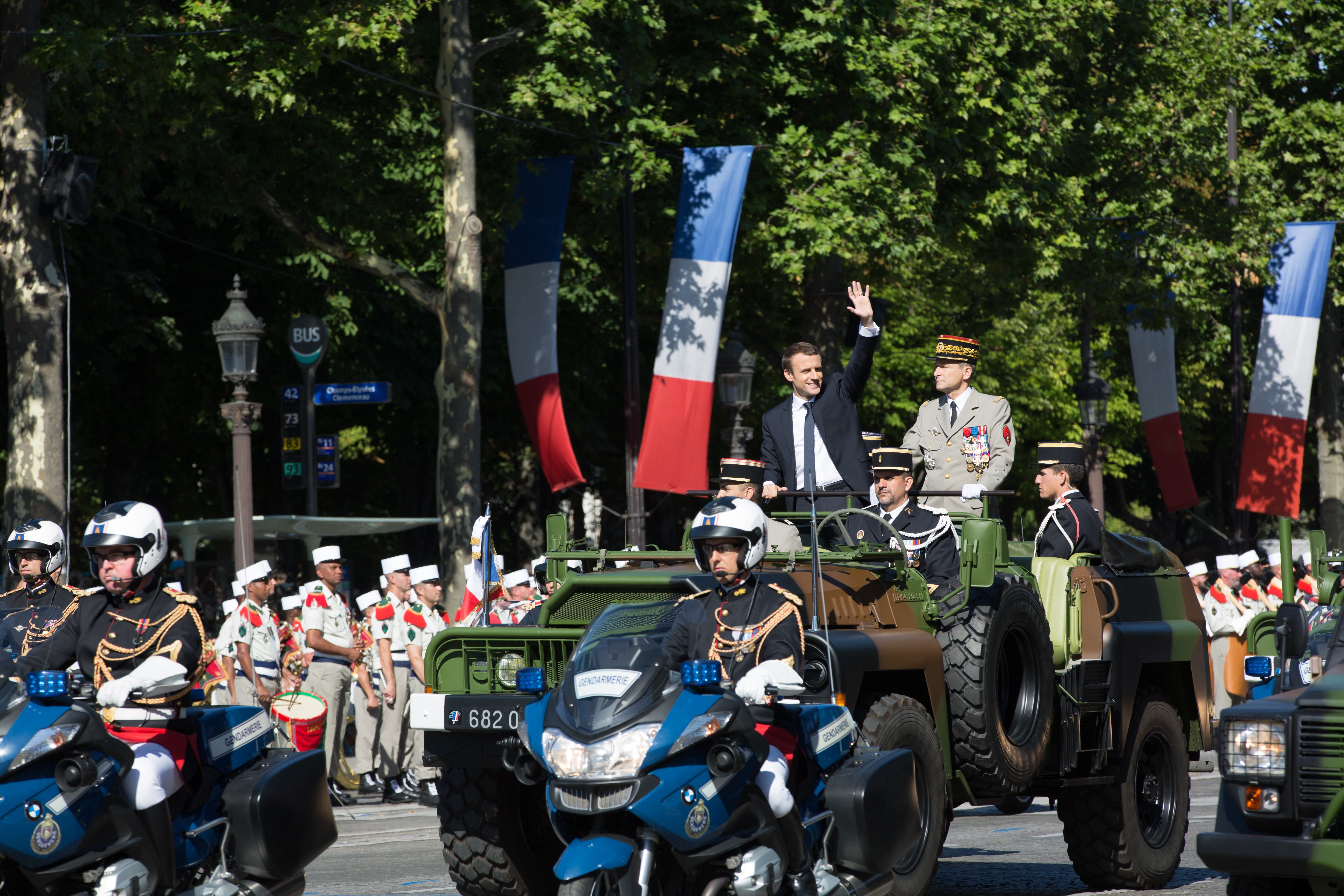
Macron alla sfilata del 14 luglio 2017 per gli studenti dell'Ecole Polytechnique.

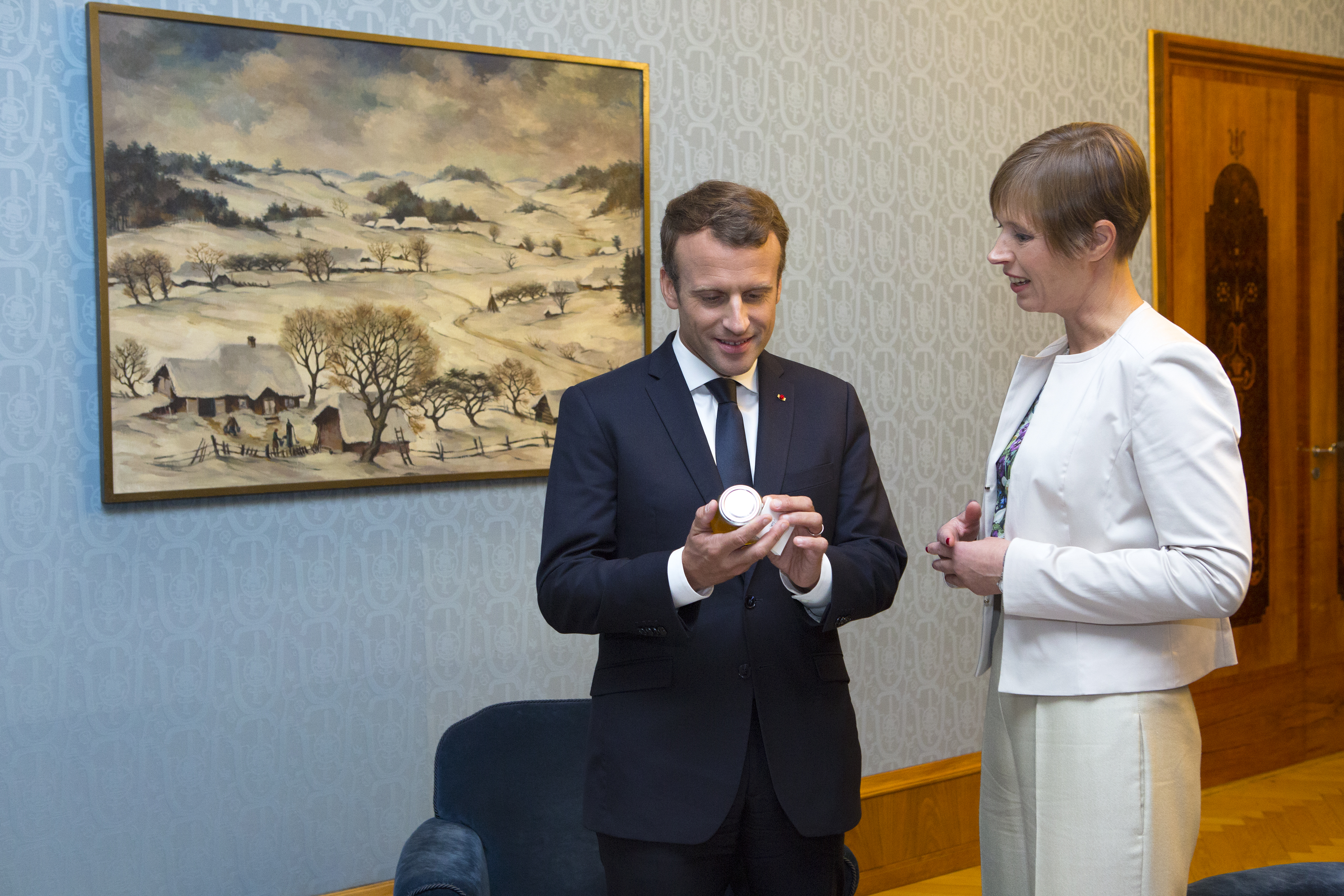
Il presidente Macron con la presidente dell'Estonia Kersti Kaljulaid al Summit digitale di Tallinn, 28 settembre 2017.

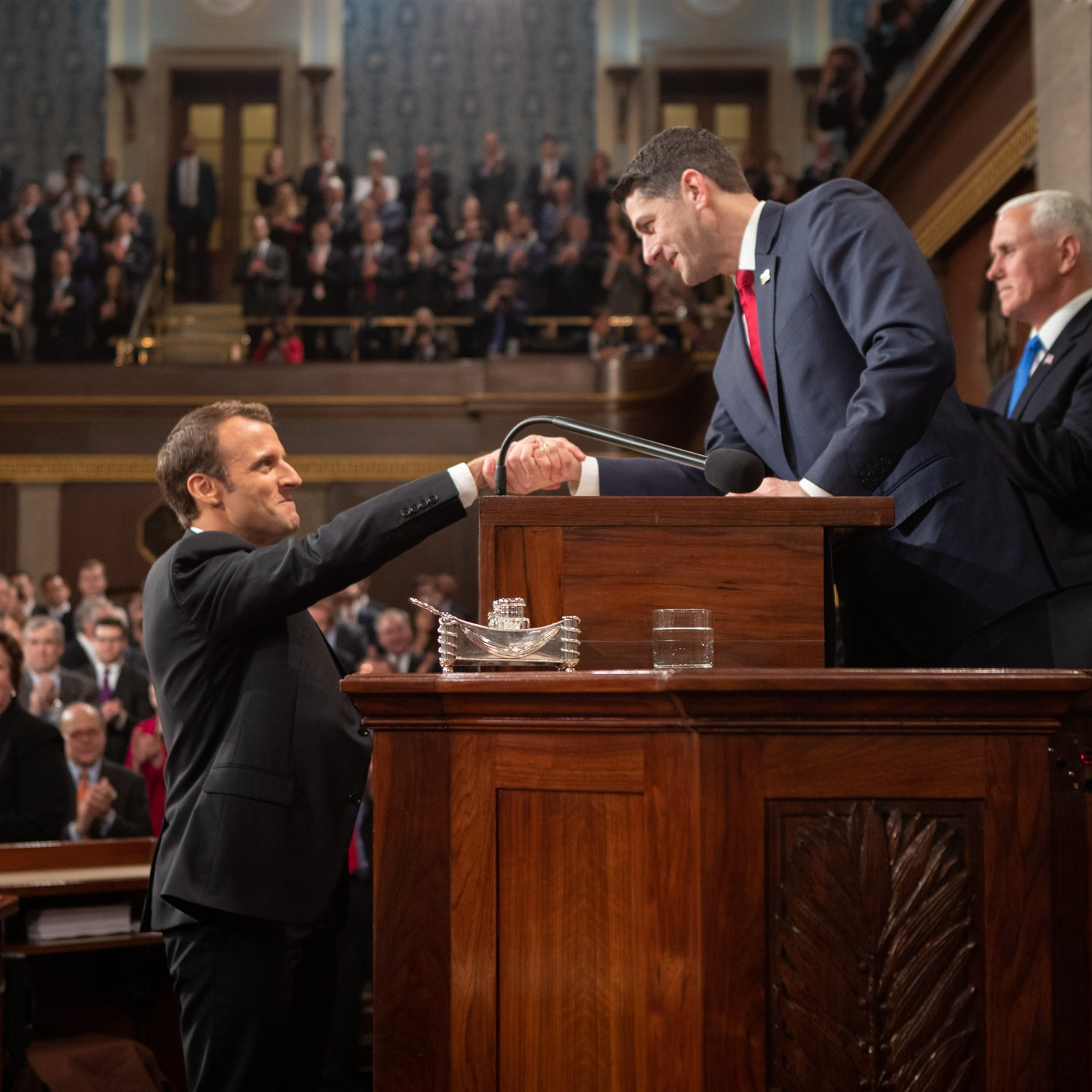
Il presidente Macron al Congresso degli Stati Uniti stringe la mano allo speaker della Camera dei rappresentanti Paul Ryan, 26 aprile 2018.

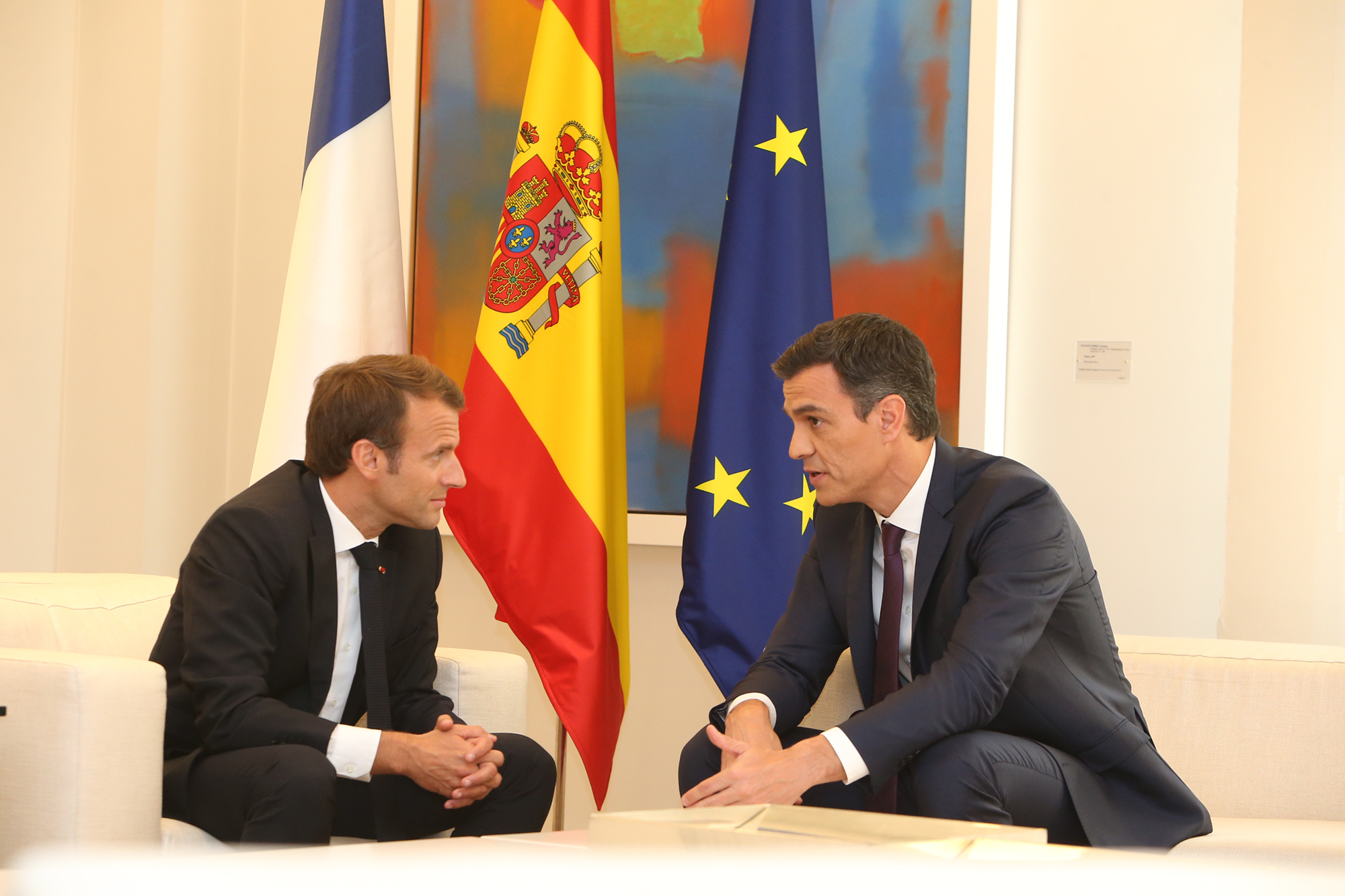
Emmanuel Macron all'incontro alla Moncloa con Pedro Sanchez, 26 luglio 2018

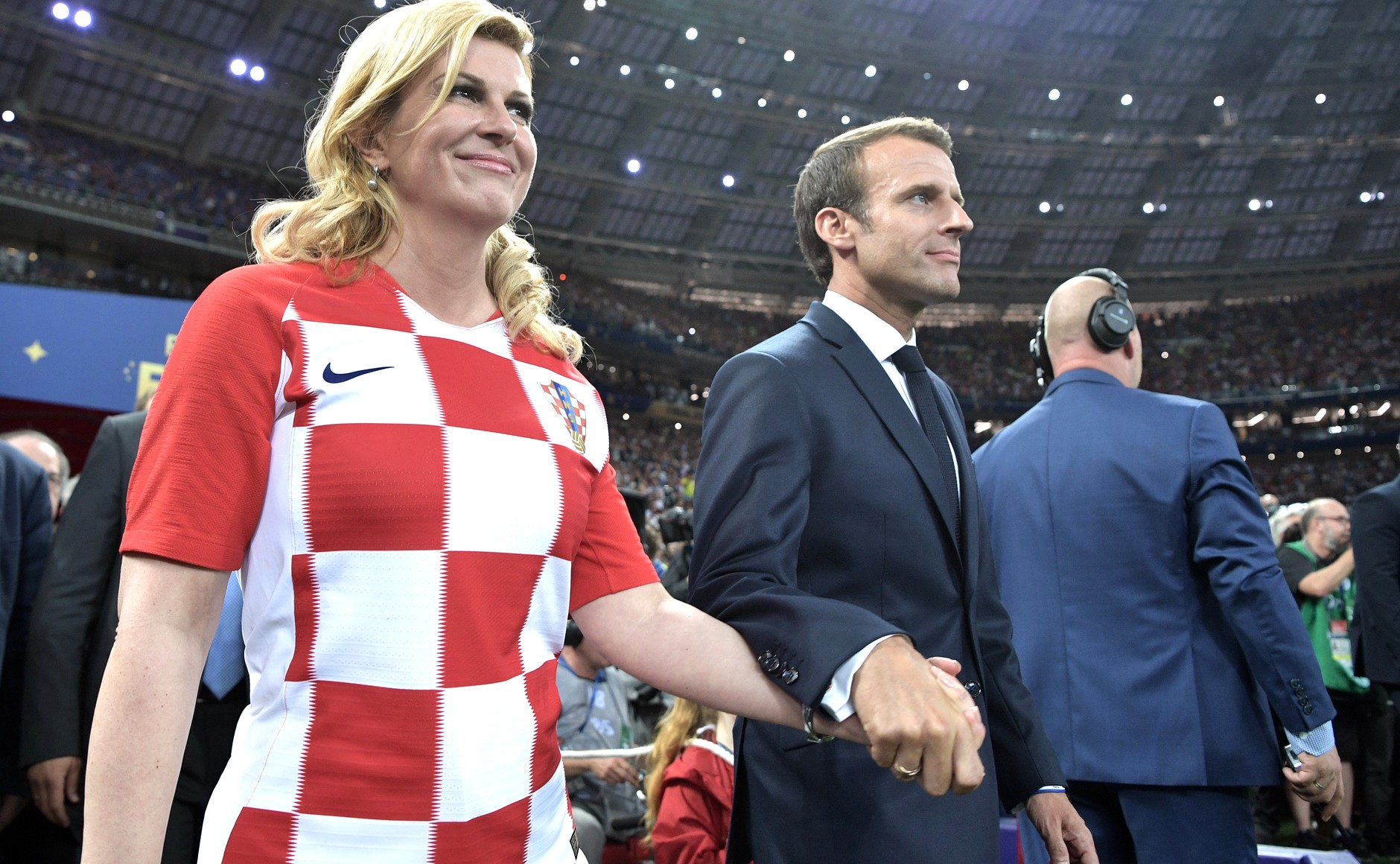
Emmanuel Macron e la presidente della Croazia Kolinda Grabar-Kitarović si preparano alla premiazione del primo e secondo posto nella finale della Coppa di calcio Russia 2018.

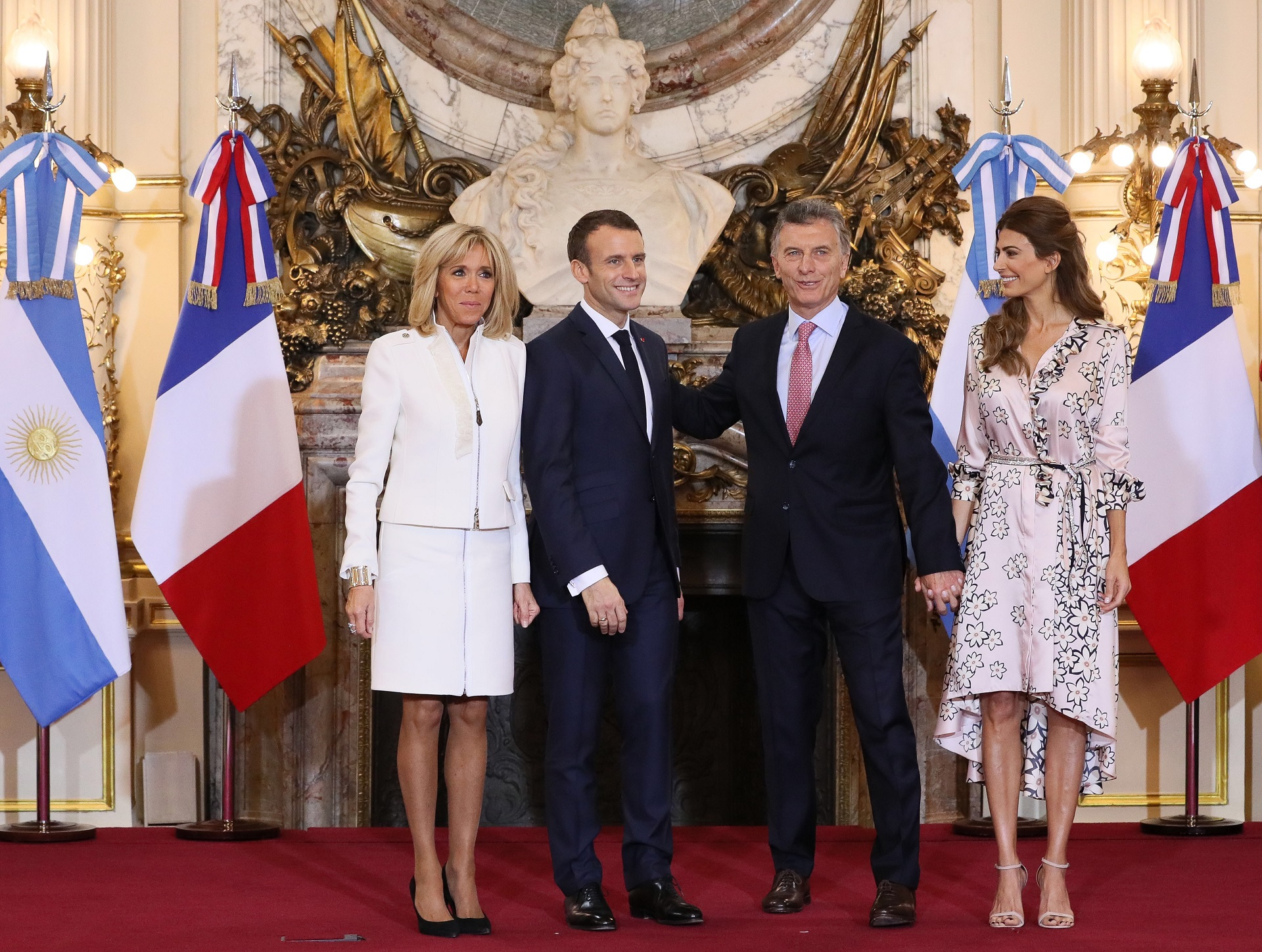
Emmanuel e Brigitte Macron con la coppia presidenziale argentina Mauricio Macri e la moglie Juliana Awada alla Casa Rosada, 29 novembre 2018

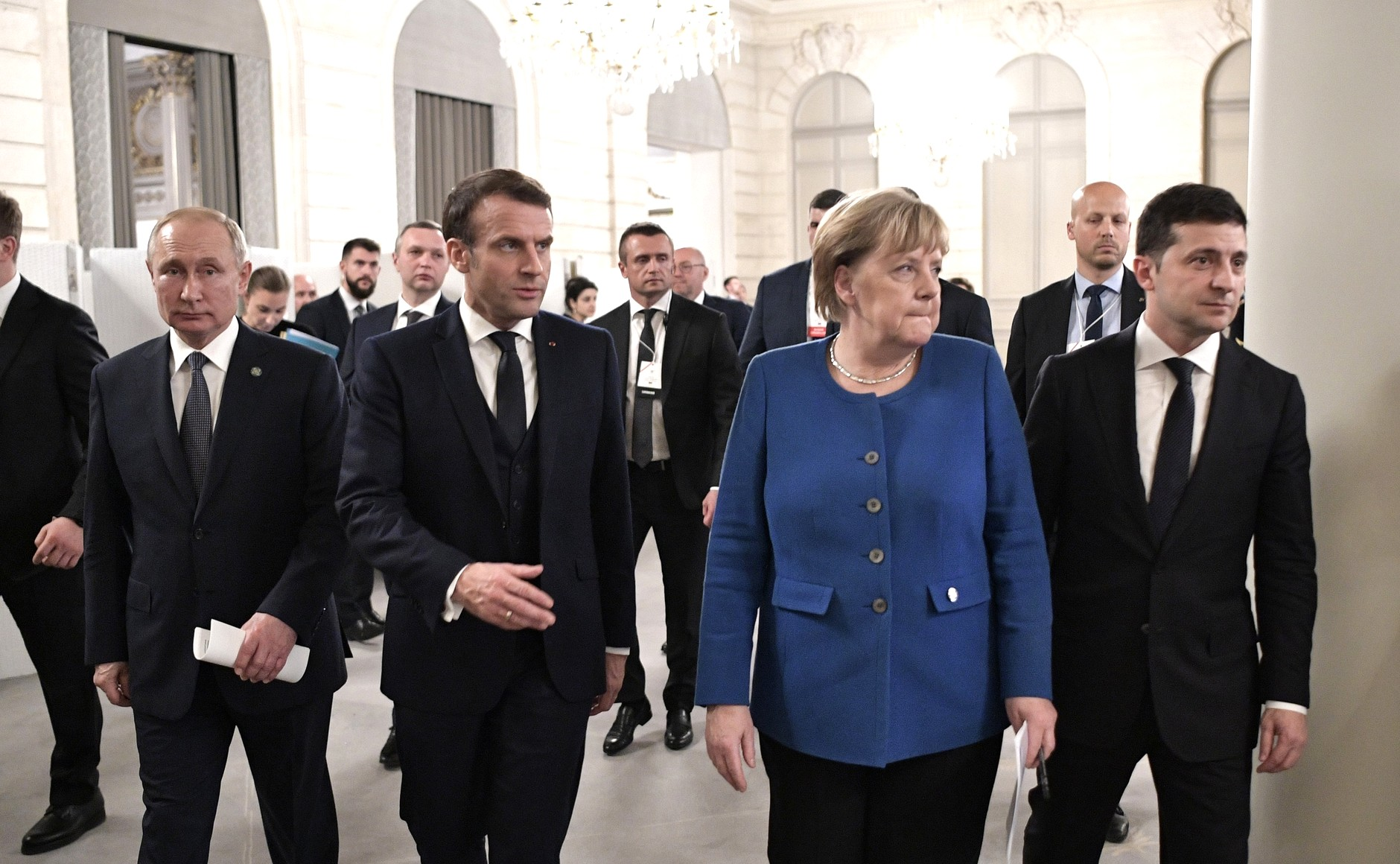
Vladimir Putin, Emmanuel Macron, Angela Merkel e Volodymyr Zelens'kyj prima dell'inizio della conferenza stampa congiunta successiva all'incontro del Formato Normandia nel dicembre 2019

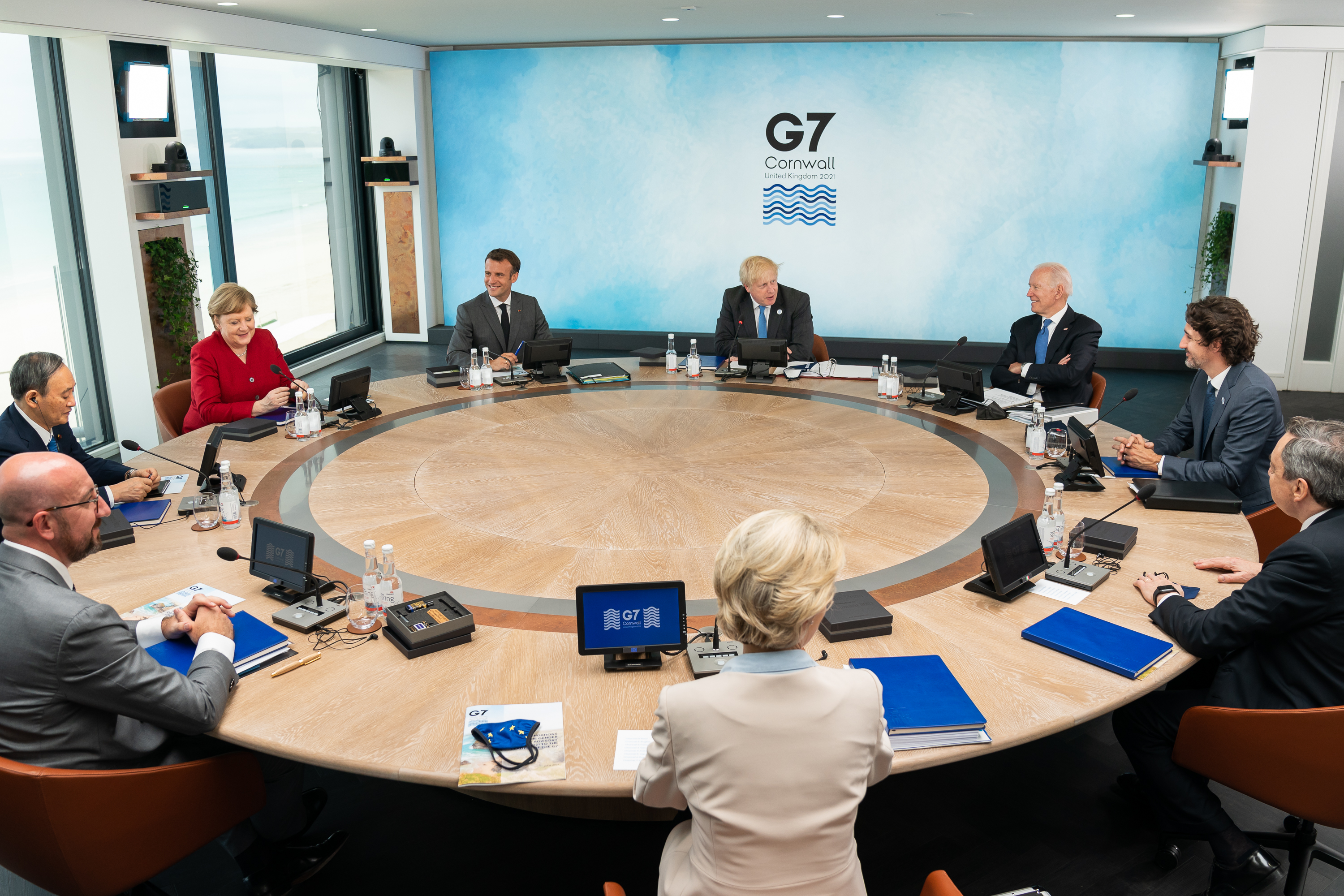
Emmanuel Macron con gli altri leader durante la sessione di lavoro del vertice del G7 del 2021.

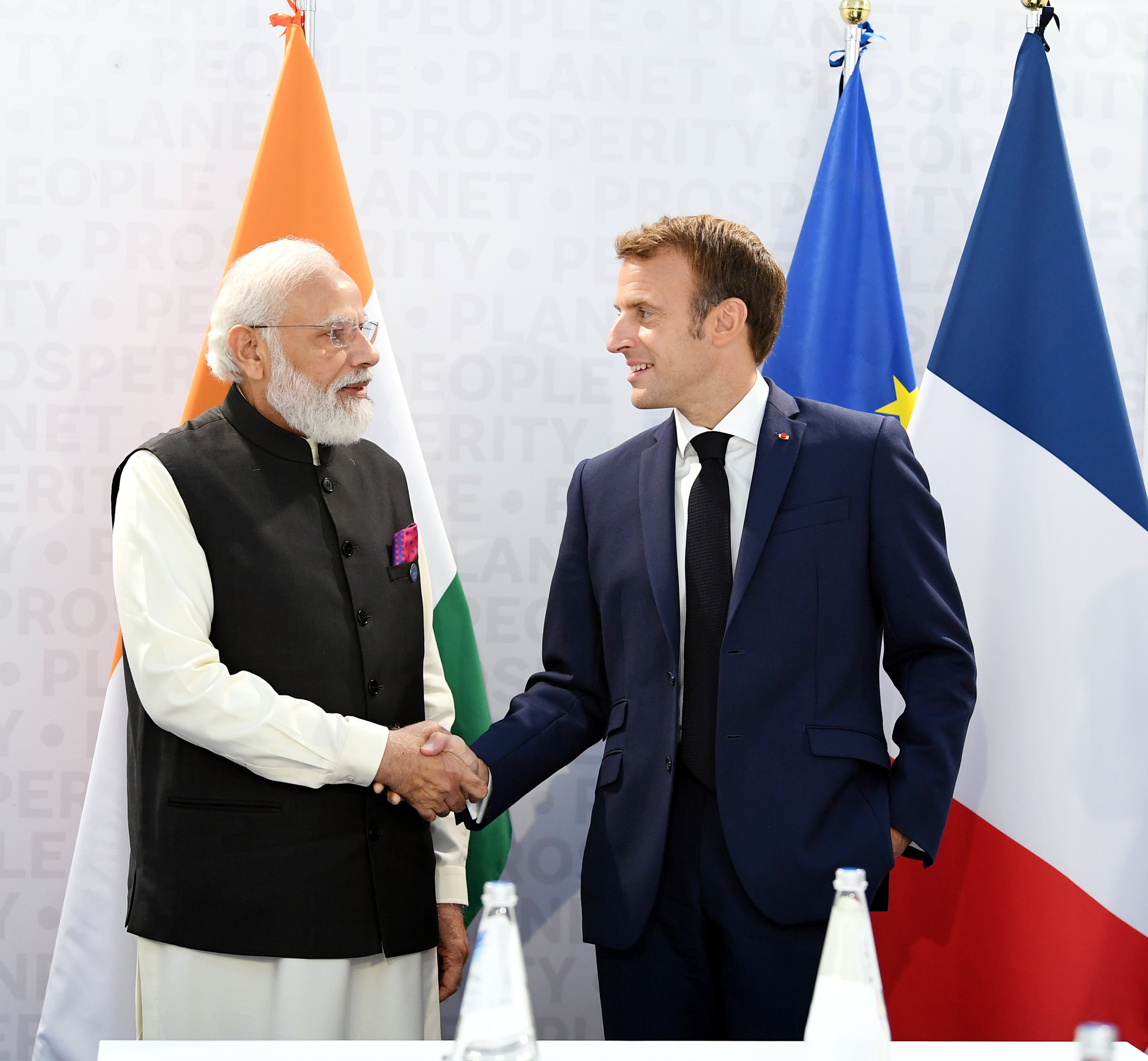
Il presidente Emmanuel Macron con il primo ministro dell'India Narendra Modi al vertice G20 del 2021 di Roma il 30 ottobre.

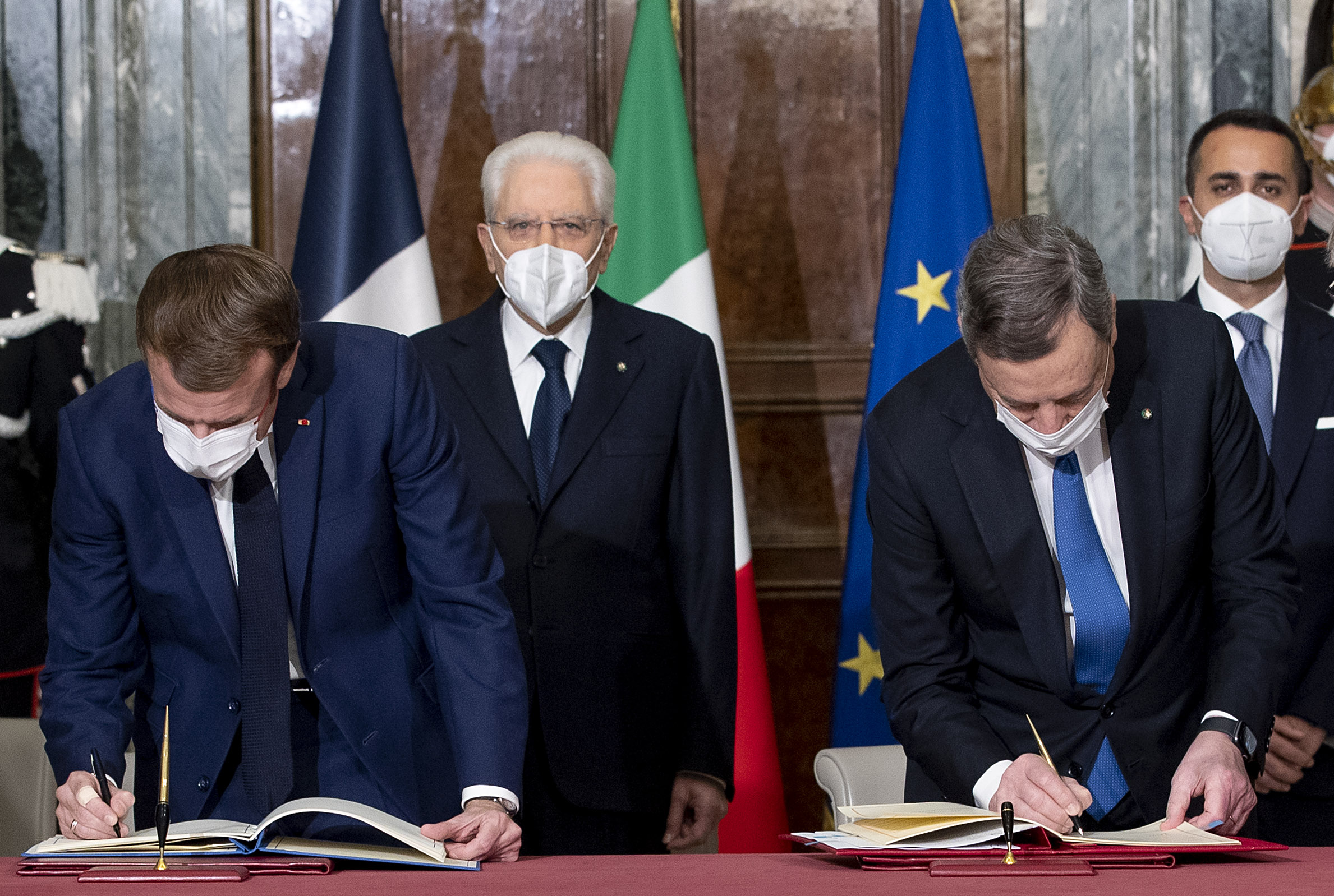
Il presidente Emmanuel Macron e il presidente del Consiglio italiano Mario Draghi firmano il Trattato del Quirinale davanti al presidente della Repubblica Italiana Sergio Mattarella e il ministro degli esteri Luigi Di Maio il 26 novembre 2021.

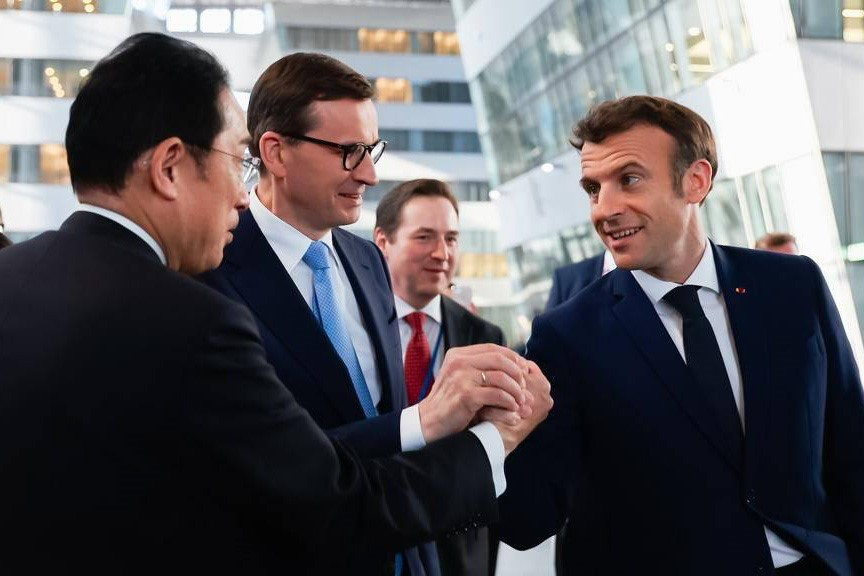
Emmanuel Macron con il presidente del Consiglio dei ministri polacco Mateusz Morawiecki e il primo ministro giapponese Fumio Kishida insieme a Bruxelles per discutere sulla recente situazione dell'Ucraina, 24 marzo 2022